# Сан-Педро (вулкан)

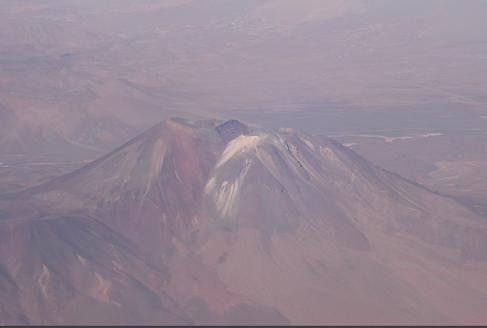
Вид на вулкан Сан-Педро з повітря

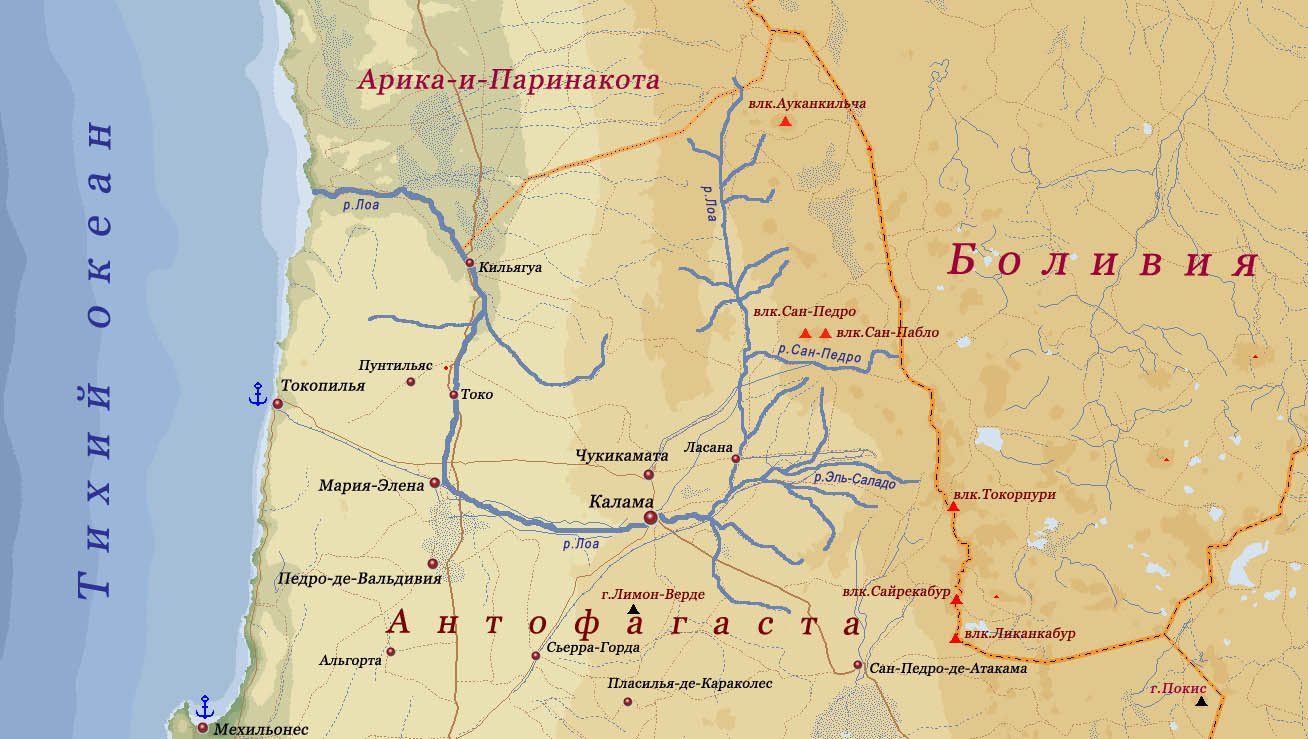
Вулкани Сан-Педро і Сан-Пабло на карті басейну річки Лоа

Сан-Педро (ісп. San Pedro) — один з найвищих активних вулканів у світі, розташований на межі пустелі Атакама в провінції Ель-Лоа регіону Антофагаста Чилі. Поруч з цим вулканом знаходиться ще один, Сан-Пабло, сполучений з Сан-Педро високою сідловиною.
Належить до стратовулканів, складений переважно базальтами, андезитами та дацитами. Висота вулкана 6145 метрів, відносна висота 2024 м. Останнє виверження вулкана Сан-Педро спостерігалося у 1960 році.
Перше документально підтверджене сходження на вулкан здійснив 16 липня 1903 року член французької експедиції Джордж Корті у супроводі чилійця Филемона Моралеса.